# LOVE 〜愛とは不幸をおそれないこと〜
『LOVE 〜愛とは不幸をおそれないこと〜』（ラブ あいとはふこうをおそれないこと）は、沢田研二の12作目となるオリジナル・アルバム。
1978年12月1日にポリドール （現ユニバーサルミュージック）からLP盤でリリースされた。
その後CD化され、1991年と1996年に東芝EMIから、また2005年にはユニバーサルミュージックから再リリースされている。

## 解説
前作の『今度は、華麗な宴にどうぞ。』に続き、全楽曲の作詞を阿久悠、作曲を大野克夫、編曲を船山基紀が手掛けている。「愛」をテーマにしたコンセプトアルバムであり「LOVE (抱きしめたい)」をはじめ叙情的な作品が収録されている。同曲で沢田は演歌歌手以外で史上初めてNHK紅白歌合戦（第29回）での大トリを務めた。ジャケット及びインナーのデザインは早川タケジ。

## 収録曲
- 全曲、作詞：阿久悠／作曲：大野克夫／編曲：船山基紀

1. TWO
2. 24時間のバラード
3. アメリカン・バラエティ
4. サンセット広場
5. 想い出をつくるために愛するのではない
6. 赤と黒
7. 雨だれの挽歌
8. 居酒屋
9. 薔薇の門
10. LOVE (抱きしめたい)

## 参加ミュージシャン
- 羽田健太郎 - キーボード
- 佐藤準 - キーボード
- 岡沢章 - ベース
- 高水健司 - ベース
- 田中清司 - ドラムス
- ロバート・ブリル - ドラムス
- 矢島賢 - エレクトリックギター
- 吉川忠英 - フォークギター
- 浜口茂外也 - ラテンパーカッション
- 大野ストリングス - ストリングス